# Rhinacloa pallidipes
Rhinacloa pallidipes är en insektsart som beskrevs av Maldonado 1969. Rhinacloa pallidipes ingår i släktet Rhinacloa och familjen ängsskinnbaggar. Inga underarter finns listade i Catalogue of Life.